# Mican
Mican è un comune dell'Azerbaigian situato nel distretto di İsmayıllı. Conta una popolazione di 2 996 abitanti.